# Polacanthinae
Los polacantinos (Polacanthinae) son una subfamilia de dinosaurios ornitisquios anquilosaurios que vivieron a partir de finales del período Jurásico hasta principios del Cretácico, hace aproximadamente 156 y 112 millones de años, desde el Kimerigdiano hasta el Albiense, en lo que hoy es Norteamérica y Europa. 
Los polacántinos se conocen únicamente de Norteamérica y Europa, de fósiles parciales y completos, siendo más comunes en Norteamérica. El primer miembro descubierto de este grupo fue el Hylaeosaurus de restos parciales hallados en el Bosque de Tilgate, Sussex, Inglaterra. Después de varios años de este y el hallazgo del Polacanthus, en 1898 se encontró en Dakota del Sur los restos de otro miembro de esta subfamilia conocido como Hoplitosaurus, y desde ese entonces, conociéndose posteriormente más géneros norteamericanos incluyendo basales y primitivos, lo que ayudaría a conocer más sobre la evolución de los anquilosaurios. 
Los polacántinos fueron anquilosaurios que existieron durante cerca de 30 millones de años. James Kirkland observó que ellos se extinguieron al mismo tiempo que un puente de tierra se abrió entre Asia y Norteamérica.
Carecían del típico mazo óseo en la cola de los anquilosáurinos pero poseían largas espinas que hubieran sido un perfecto impedimento a grandes depredadores. Algo común en este grupo de anquilosaurios que los distinguía de otros es que tenían un gran escudo sacro, una sola hoja fundida de hueso dermal sobre sus caderas (área sacra) que no estaba atada al hueso subyacente y decorada con tubérculos. En comparación, los polacantinos estaban menos acorazados que los nodosáuridos o los anquilosáuridos más avanzados. Sues espinas estaban hechas de hueso delgado y compacto con menos colágeno de refuerzo que en los nodosáuridos más pesadamente acorazados. La relativa fragilidad de la armadura de los polacantinos sugiere que esta pudo usarse para exhibirse más que para defenderse.
El más grande de la subfamilia que se conoce es el Hylaeosaurus con una posible longitud máxima de 6 metros. Mientras los más pequeños pudieron ser el Gargoyleosaurus y el Mymoorapelta, ambos miembros basales de anquilosaurios, con longitudes de 2.7 a 3 metros. Eran compactos y densos; la masa en el grupo pudo variar de menos de 1 a 3 toneladas. Probablemente eran activamente móviles y gregarios (que viajaban en manadas).

## Clasificación
George R. Wieland creó este grupo en 1911 en base al género Polacanthus, y alrededor de su historia ha tenido varias dudas acerca de su clasificación y taxonomía. Principalmente es asignado a la familia Ankylosauridae, mientras que otros autores lo ubican dentro de la familia Nodosauridae. En un artículo, Ken Carpenter propuso que Polacanthinae debería ser una familia y no una subfamilia, pero esto es rechazado por otros paleontólogos. A pesar de que se les ha considerado mayormente como anquilosáuridos primitivos, esto no se ha demostrado a través de estudios rigurosos. El primer estudio exhaustivo de las relaciones de los 'polacántidos', publicado en 2012, encontró que estos eran o una agrupación no natural de nodosáuridos primitivos, o bien una subfamilia válida situada en la base de Nodosauridae.
Se define Polacanthinae como el clado más inclusivo que contiene a Gargoyleosaurus parkpinorum Carpenter et al. 1998 pero no al Ankylosaurus magniventris (Brown, 1908), al Minmi paravertebra (Molnar, 1980) ni al Shamosaurus scutatus
(Tumanova, 1983).
- Familia Ankylosauridae
  - Subfamilia Ankylosaurinae
  - Subfamilia Polacanthinae
    -  ?Gargoyleosaurus
    - Gastonia
    - Hoplitosaurus
    - Hylaeosaurus
    - Mymoorapelta
    - Polacanthus
    - Taohelong